# Mariska Ady
Mariska Ady (Hodod, 26 février 1889 - Budapest, 4 février 1977) est une écrivaine et poétesse hongroise,,.
Ady a publié quelques livres. Pendant la Première Guerre mondiale, elle était veuve et a écrit des poèmes sur les horreurs de la guerre. Ses poèmes ont paru pour la première fois dans des magazines locaux de le comitat de Szilágy, plus tard dans des magazines nationaux.
Ady était la fille de Sándor Ady, notaire. Le poète Endre Ady et Mariska Ady étaient cousin et cousine l'un de l'autre.